# مكان غرغان (غرمسار كرمان)
مکان غرغان (بالفارسية: مکان گرگان) هي منطقة سكنية تقع في إيران في قسم غرمسار الریفي. يقدر عدد سكانها بـ 0 نسمة بحسب إحصاء 2016.